# أدولف كنول
أدولف كنول (بالألمانية: Adolf Knoll)‏ هو لاعب كرة قدم نمساوي، ولد في 17 مارس 1938 في النمسا، وتوفي في 21 سبتمبر 2018 في فيلدكيرخ في النمسا. لعب مع أوستريا فيينا.

## وصلات خارجية
- أدولف كنول على موقع قاعدة بيانات كرة القدم.إي يو (الإنجليزية)
- أدولف كنول على موقع ناشيونال فوتبول تيمز (الإنجليزية)
- أدولف كنول على موقع عالم كرة القدم.نت (الإنجليزية)